# مايكروغيمنغ
مايكروغيمنغ هي شركة مُتخصصة في تقديم العاب الكازينو اون لاين، وقد تم إنشاء هذه الشركة عام 1994 ويقع مقرها في جزيرة مان البريطانية  وهي تُعتبَر الشركة الأولى التي تُقدم العاب كازينو على الانترنت في عام 1994.

## نظرة عامة
في أيار/ مايو 2009، منحت اللعبة التي طورتها مايكروغيمنغ (ميغا مولاه) جائزة بقيمة وصلت إلى 6,374,434 دولار، وهو ما أُعتبِر أكبر جائزة تُقدمها لعبة على الإنترنت حتى الوقت الحالي. وقد تم تسجيل هذا الرقم القياسي في موسوعة غينيس في يوم 6 أكتوبر 2015 حينما دفعت اللعبة 13،209،300 جنيه إسترليني (ما يعادل 17.879.645 يورو في ذلك الوقت) لجندي بريطاني مُتقاعِد يُدعى جون هيوود.
في مايو 2016 أطلقت الشركة سماعة الواقع الافتراضي باستخدام تكنولوجيا أوكلوس في آر، مع التركيز على تقديم لعبة الروليت في بيئة الواقع الافتراضي.